# Močerady
Močerady (německy Motscherad, dříve Modscherad) jsou obec v okrese Domažlice v Plzeňském kraji. Žije v ní 78 obyvatel.

## Historie
První písemná zmínka o obci pochází z roku 1115.

## Obyvatelstvo
| Rok            | 1869 | 1880 | 1890 | 1900 | 1910 | 1921 | 1930 | 1950 | 1961 | 1970 | 1980 | 1991 | 2001 | 2011 | 2021 |
| -------------- | ---- | ---- | ---- | ---- | ---- | ---- | ---- | ---- | ---- | ---- | ---- | ---- | ---- | ---- | ---- |
| Počet obyvatel | 219  | 270  | 258  | 290  | 345  | 337  | 292  | 188  | 168  | 131  | 114  | 90   | 80   | 60   | 56   |
| Počet domů     | 42   | 45   | 45   | 48   | 48   | 50   | 54   | 60   | 45   | 42   | 39   | 43   | 44   | 42   | 32   |

## Obecní správa
Mezi lety 1850–1974 byly Močerady obcí v okrese Horšovský Týn (1850–1930) (v letech 1850–1910 Horšův Týn), posléze v okrese Stod (1950) a později v okrese Domažlice. Od 1. července 1974 do 23. listopadu 1990 patřily jako část obce k Osvračínu a od 24. listopadu 1990 jsou opět samostatnou obcí.

### Části obce
- Močerady
- Nové Dvory

## Galerie

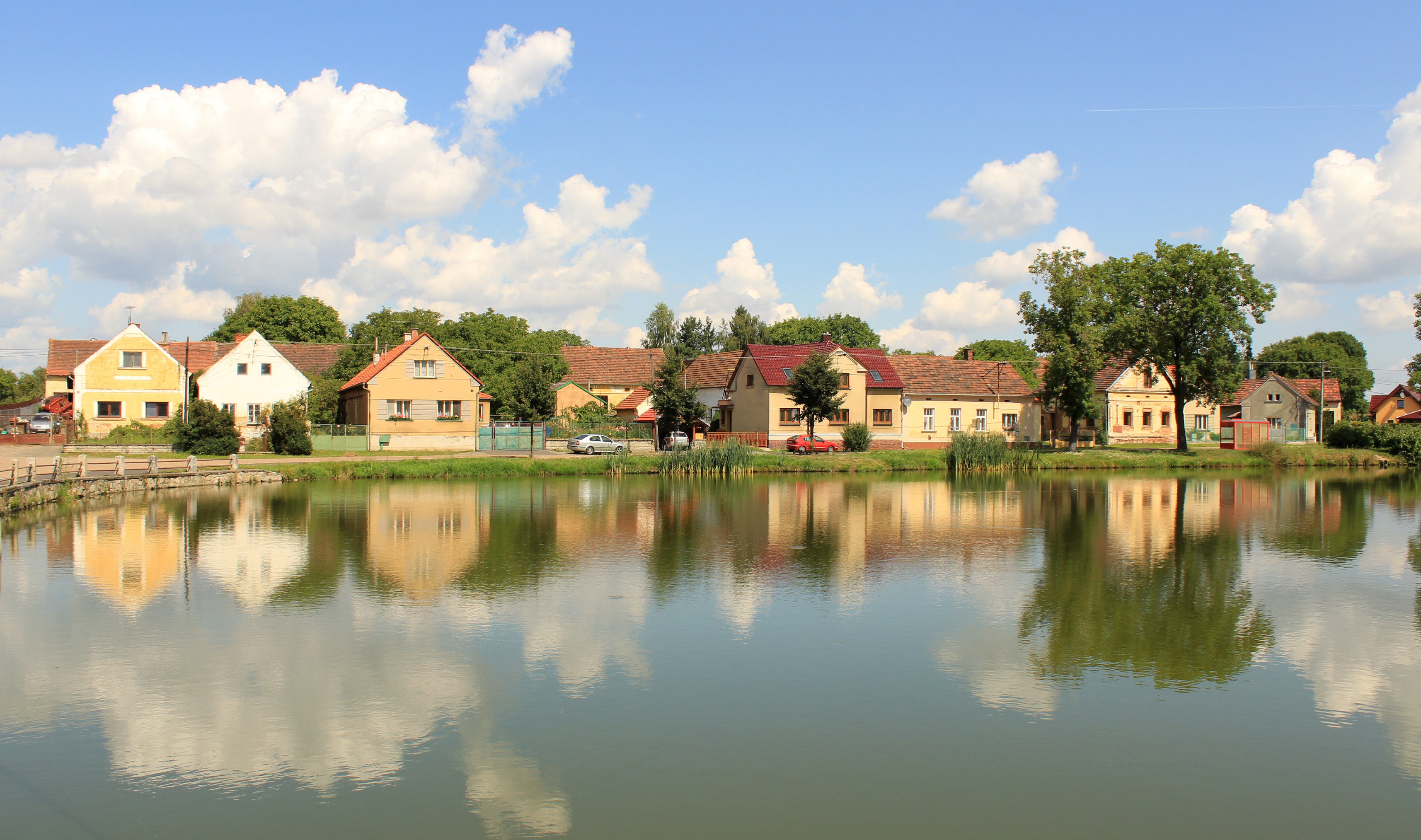
Velký rybník u návsi
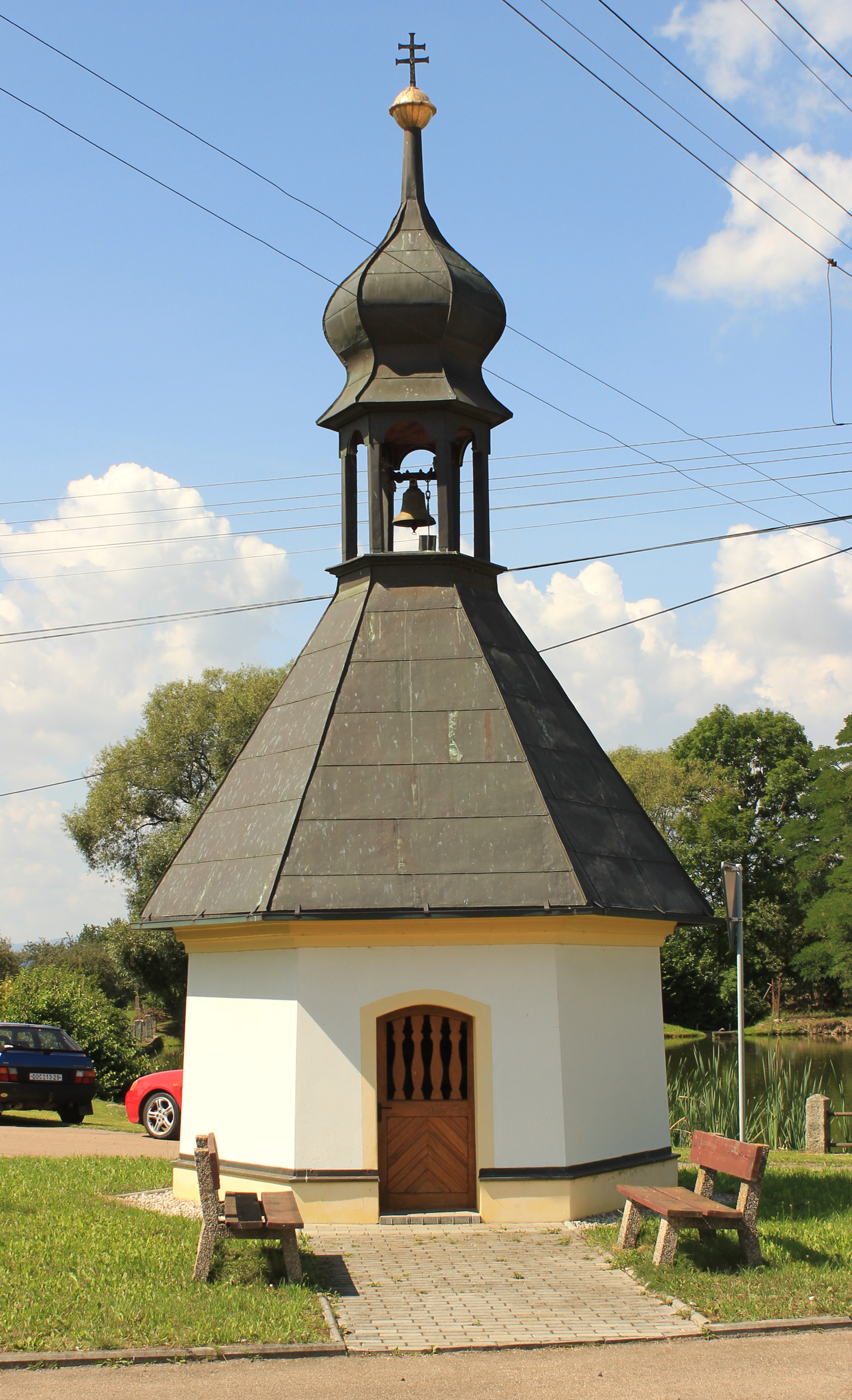
Kaple na návsi
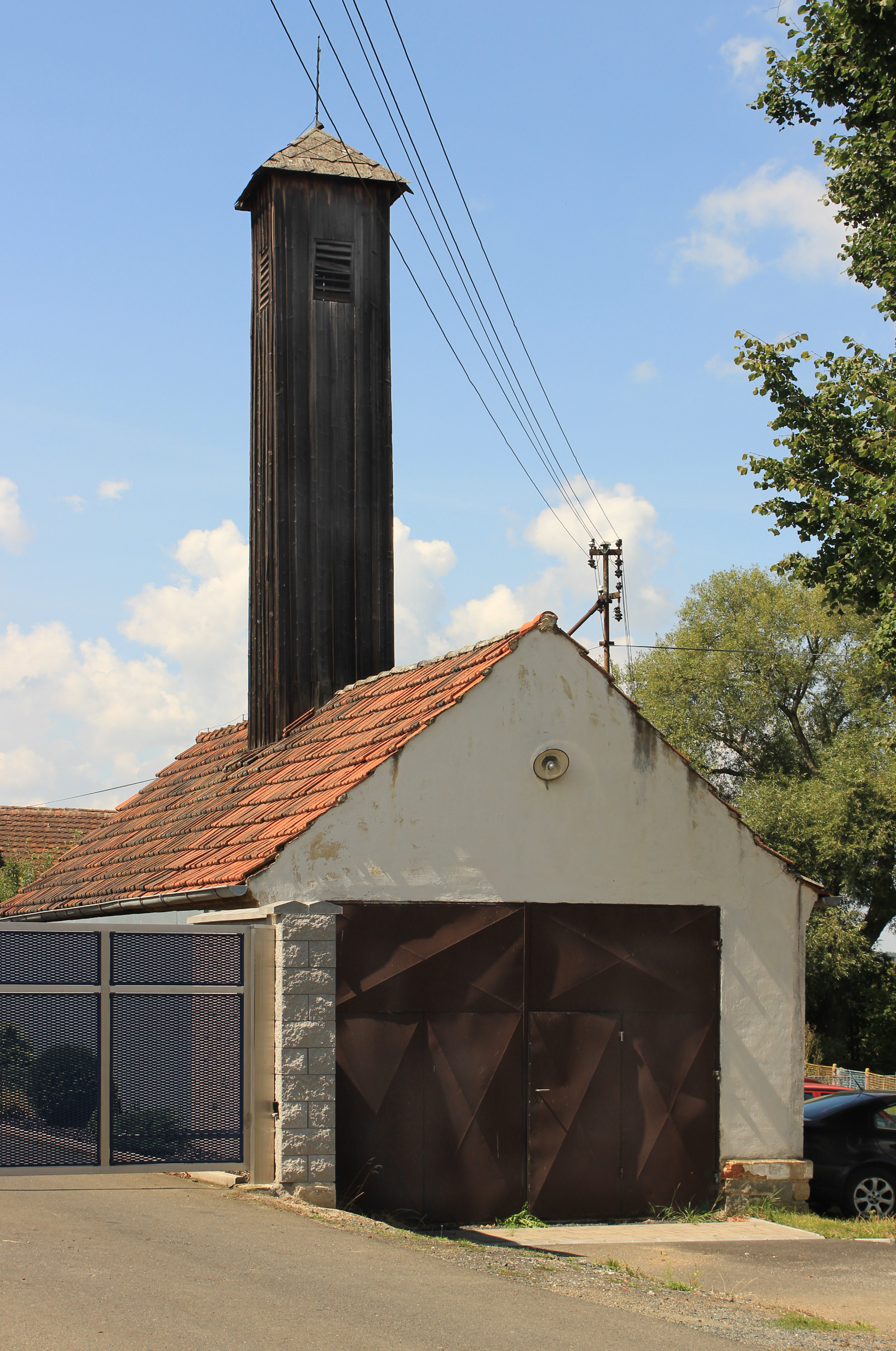
Bývalá hasičská zbrojnice